# Neopetalia punctata
Neopetalia punctata és una espècie d'odonat anisòpter, l'única de la família Neopetaliidae.

## Distribució
És endèmica de l'Argentina i de Xile.

## Ecologia
Les nimfes es desenvolupen en deus i petites corrents d'aigua en ambients forestals.